# Истапалука
Истапалука (исп. Ixtapaluca)  —   муниципалитет в Мексике, входит в штат Мехико. Население — 297 570 человек.
Истапалука является одним из 125 муниципалитетов штата Мехико, он находится в восточной части этого государства и расположен между дорогами Мехико—Пуэбла и Мехико—Куаутлa.
В полутора километрах к юго-востоку от города находится археологический памятник культуры ацтеков Акосак.

## История

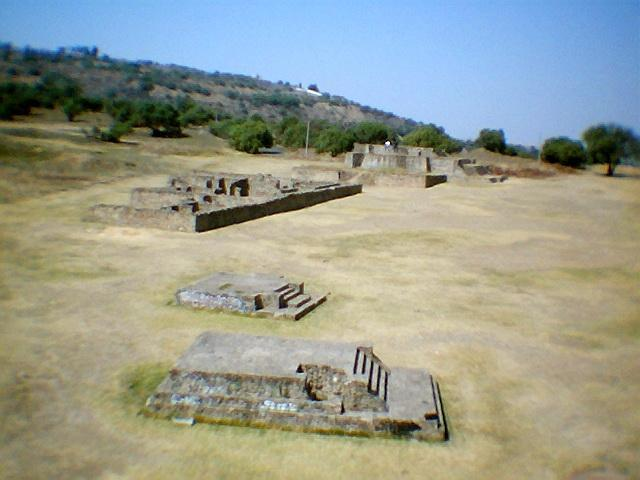
Истапалука

Город основан в 1820 году.